# Flora og Fauna
Flora og Fauna; Aarbog for Naturvenner og Naturhistoriske Samiere (abreviado Fl. & Fauna (Esbjerg)) es una revista con ilustraciones y descripciones botánicas que es editada en Esbjerg desde 1899. Fue precedida por Meddeleser fra "Flora og Fauna"